# Jade Villalon
Jade Valerie Villalon (* 12. August 1980), auch unter ihrem Künstlernamen Jade Valerie bekannt, ist eine US-amerikanische Pop-Sängerin, Songwriterin und Schauspielerin. 

## Leben und Karriere
Jade hatte ihren ersten TV-Auftritt in einem Ramen-Nudeln Werbespot in sehr jungem Alter. Ihre erste größere Rolle hatte sie im Alter von sieben Jahren für das Vorsingen eines Broadway-Musicals, als „Zigeuner“. Ein paar Jahre später wurde sie dann vorgestellt für eine Rolle in einem Werbespot für Swans Crossing Dolls. Im Alter von siebzehn Jahren war sie Gast als Melanie in der Fernsehsendung „Ein Hauch von Himmel“ (Episode 70: „Der Pakt“). Sie hat in verschiedenen Musikvideos für populäre Künstler mitgespielt, unter anderem TLCs Musikvideos, „Creep“ und „Unpretty“. Jade hatte auch einen kleinen Auftritt als Statist in dem Film Sorority Boys. Sie war die Sängerin und Songwriterin in der Popgruppe Sweetbox, verließ jedoch im Jahr 2007 das Projekt, um ihre musikalische Karriere unter eigenem Namen (Jade Valerie) zu verfolgen. 
Nach der Veröffentlichung von drei Alben unter dem Namen Jade Valerie, begann sie zwei Nebenprojekte unter den Titeln „Eternity ∞“ und „Saint Vox“.
Eternity ∞ wurde von Jade und ihren musikalischen Partner und Produzenten, Geo (Roberto Rosan) gegründet. vor kurzem gab es zwei Erscheinungen des gleichnamigen Albums. Saint Vox ist neben dem Projektnamen ebenfalls auch ein gleichnamiges Album und entstand durch die Zusammenarbeit zwischen Jade, Geo und Violinistin Miyamoto Emiri (宫本 笑 里).

## Diskografie

### Alben
| - Classified (2001) - Jade (2002) - Adagio (2004) - After the Lights (2004) - 13 Chapters (2004) - Best of Sweetbox (Auch: Greatest Hits) (2005) - Raw Treasures Volume 1 (2005) - Addicted (2006) - Live [CD+DVD] (2006) - Best of 12" Collection (2006) - Complete Best (2007) - Rare Tracks (2008) - Sweet Wedding Best (2008) - Sweet Reggae Mix (2009) | - Out of the Box (2007) - Bittersweet Symphony (2008) - Out of the Box (Koreanische Version) (2008) - Eternity ∞ (2009) - Eternity ∞ (Koreanische Version)(2009) - Saint Vox (2009) |

### Singles
| - Trying to Be Me (2001) - For the Lonely (2001) - Cinderella (2001) - Boyfriend (2002) - Read My Mind (2002) - Here on My Own (Lighter Shade of Blue) (2003) - Life Is Cool - Killing Me DJ - More Than Love/This Christmas - Everything's Gonna Be Alright (2005) - Addicted (2006) - Here Comes the Sun (promo; 2006) - Dont Push me - Sorry | - Just Another Day (2007) - Crush mit Baek Ji Young (2007) - You Don't Know Me mit Kim Dong Wan (2008) - Unbreakable (2008) - Razorman (2008) - Oh Holy Night (2008) |